# Roche roche
Roche roche är en spindelart som beskrevs av Michael Ilmari Saaristo 1998. Roche roche ingår i släktet Roche och familjen Ochyroceratidae.
Artens utbredningsområde är Seychellerna. Inga underarter finns listade i Catalogue of Life.